# علی آقا سلیمان‌زاده
علی آقا سلیمان‌زاده (انگلیسی: Ali-Agha Suleymanzadeh؛ ۱۸۸۵ – ۱۹۷۷) دهمین شیخ‌الاسلام قفقاز بود.